# Jean-Baptiste Hus
Pour les articles homonymes, voir Famille Hus et Hus.
Œuvres principales
La Mort d'Orphée (1759)
Jean-Baptiste Hus est un danseur et maître de ballet français né le 20 janvier 1739 à Saint-Malo et mort le 4 octobre 1812 à Metz. Fils de François Hus et de Françoise-Nicole Gravillon, il est le frère de Mlle Hus, future actrice de la Comédie-Française, et membre de la nombreuse famille Hus, dynastie de danseurs et comédiens du XVIIIe siècle.

## Biographie
Élève de Dupré, de Vestris et de Noverre, Jean-Baptiste Hus signe un engagement à la Comédie-Française, du 2 juillet 1759 à Pâques 1760, en qualité de maître de ballet. Pourtant, le 6 juin 1759 déjà, il y donne La Mort d'Orphée ou les Fêtes de Bacchus, ballet salué par Fréron dans L'Année littéraire et par La Harpe dans le Mercure de France. Son frère aîné Auguste en a composé la musique.
Jean-Baptiste Hus passe les deux saisons suivantes à Lyon où il suit de peu le départ de Noverre pour Stuttgart. Appelé à Bruxelles par le directeur du Théâtre de la Monnaie Gourville, Hus y arrive au début de la saison 1762-1763. Il partage la charge de maître de ballet avec Felicini et La Rivière. Le 9 mai 1762, Jean-Baptiste Hus remonte à Bruxelles La Mort d'Orphée, dont la Gazette des Pays-Bas rend longuement compte. Le 15 juin suivant, il donne Mars et Vénus surpris par Vulcain, ballet qu'il avait créé à Lyon en août 1761.
Une danseuse qu'il avait connue à Paris, Élisabeth Bayard, dite Mlle Bibi, lui donne plusieurs enfants nés à Bruxelles et à Lyon. Le couple se marie le 20 septembre 1775, dans la paroisse de Feillens (actuel département de l'Ain). Lors de cet acte, Jean Baptiste Hus se fait appeler Hus Malo. Le couple reconnaît à cette occasion quatre enfants. L'aîné, Pierre Louis, est déclaré avoir été baptisé à Bruxelles sous le nom de Stapleton, "nom emprunté pour conserver leur réputation et pour n'être pas connu sous leurs véritables noms dans les pays étrangers". Pierre-Louis Stapleton, devenu Pierre Louis Hus Malo par cette déclaration, sera connu plus tard sous le nom d'Eugène Hus. Trois autres enfants sont reconnus par le couple : Jean Pierre, Magdelaine et Pierre François, tous trois nés à Lyon, paroisse Saints Pierre et Saturnin.
Le couple retourne ensuite à Lyon et y séjourne vraisemblablement jusqu'en 1779, année où Hus entre au Théâtre-Italien de Paris comme maître de ballet. Peu avant la fermeture du théâtre et la suppression du genre italien en 1780, Hus regagne Lyon et acquiert la direction du théâtre, qu'il partage avec Félix Gaillard, puis ils dirigent le nouveau Théâtre de Bordeaux et reviennent à Lyon de 1784 à 1786.
Après un court séjour à Londres en compagnie de son fils, Hus prend la direction des théâtres de Bretagne jusqu'en 1791, avant de reprendre celle de Bordeaux. Il cesse probablement toute activité peu de temps après et meurt à Metz en 1812.